# Stanko Tavčar
‎Stanko Tavčar, slovenski nogometaš in zdravnik, * 2. februar 1898, Dobrova, † 11. junij 1945, Ljubljana.
Stanko Tavčar je z nogometno olimpijsko reprezentanco Kraljevine SHS nastopil na Poletnih olimpijskih igrah 1920 v Antwerpnu.
Študiral je medicino in diplomiral leta 1928 na Karlovi univerzi v Pragi. Deloval je kot zdravnik v Ljubljani, Kranju in Dunaju.